# Neuland (film 1924)
Neuland (o Neuland oder Das glückhaft Schiff) è un film muto del 1924 diretto da Hans Behrendt che venne prodotto e interpretato dal famoso attore Otto Gebühr.

## Produzione
Il film fu prodotto dalla Otto Gebühr-Film GmbH. Venne girato a Brema, ad Amburgo e sulla nave Columbus.

## Distribuzione
Il film, che ottenne in Germania il visto di censura B.08513 il 19 maggio 1924, fu vietato ai minori. Distribuito dalla Lloyd Film, uscì nelle sale cinematografiche tedesche presentato l'11 agosto 1924 alla Mozartsaal di Berlino. Nello stesso mese, uscì anche a Stoccolma.